# Бира (Прахова)
Бира (рум. Bâra) — село у повіті Прахова в Румунії. Входить до складу комуни Балта-Доамней.
Село розташоване на відстані 36 км на північ від Бухареста, 27 км на південний схід від Плоєшті, 112 км на південний схід від Брашова.

## Населення
За даними перепису населення 2002 року у селі проживали 767 осіб, усі — румуни. Усі жителі села рідною мовою назвали румунську.